# افرای نیپون
افرای نیپون (نام علمی: Acer nipponicum) نام یک گونه از سرده افرا است.